# Kurt Zouma
Kurt Happy Zouma (Lyon, 1994. október 27. –) francia labdarúgó, utánpótlás-válogatott középhátvéd, jelenleg a West Ham United játékosa, de kölcsönben a szaúd-arábiai el-Orúba színeiben szerepel.

## Pályafutása
Zouma 2003-ban kezdett el futballozni a Vaulx-en-Velin csapatánál. 2009-ben a Saint-Étienne játékosává vált, ahol két év múlva már profi szerződést is kapott. A francia U17-es válogatottal részt vett a mexikói vb-n, ahol a legjobb 8 között a későbbi győztes Mexikó ellen búcsúztak. 2013-ban Törökországban U20-as vb-t nyert a csapattal, Zouma a negyeddöntőben gólt is szerzett. A Saint-Etienne színeiben 2011. augusztus 31-én debütált a Girondins Bordeaux ellen 16 évesen.
Első bajnoki mérkőzésére az ASSE színeiben 2011. szeptember 17-én került sor, amikor a FC Lorient otthonában 3–0-ás vereséget szenvedtek. 2012. november 19-én az OGC Nice otthonában csereként állt be Paoläo helyére, és a mérkőzésen megszerezte első felnőtt gólját.
Az FC Sochaux-Montbéliard elleni mérkőzést ő döntötte el a 77. percben. Az itt töltött 2 és fél esztendő alatt 52 mérkőzésen 4 gólt szerzett.
2013-ban az AS Saint-Étienne csapatával megnyerte a Francia Ligakupát.
2014 januárjában 12,5 millió euróért megvásárolta a Chelsea, de fél évre még korábbi klubjához került kölcsönbe. A Chelsea csapatánál Zouma az 5-ös számú mezt örökölte Essientől. 2014. augusztus 10-én a Groupama Aréna stadionavató mérkőzésén Zouma 78 percet játszott, amikor Marco van Ginkel beállt a helyére. Zouma az első félidőben középhátvéd volt, a másodikban azonban védekező középpályás. A Chelsea színeiben 2014. szeptember 24-én játszott először hivatalos mérkőzésen (a ligakupában) és góllal debütált. A mérkőzést a Chelsea FC nyerte 2–1-re a Bolton Wanderers csapata ellen. Bajnoki mérkőzésen Zouma a Manchester United otthonában elért 1–1-es döntetlen alkalmával lépett pályára: José Mourinho a hajrában cserélte be. Következő gólját a Watford elleni FA-kupa mérkőzésen szerezte, ahol a 72. percben gólt fejelt, beállítva a 3–0-ás végeredményt.
Az UEFA-bajnokok ligájában a nyolcaddöntőben kiesett a Chelsea, miután a Paris Saint-Germain ellen idegenben 1–1-es döntetlent játszottak, otthon pedig 2–2 lett a vége, így a franciák idegenben lőtt több góljuknak köszönhetően továbbjutottak. Zouma ezen a mérkőzésen a 84. percben Maticot váltotta.
A 2014–2015-ös szezon során Zouma összesen 15 bajnoki mérkőzésen lépett pályára (hétszer volt kezdő). Rögtön az első évében bajnoki címet nyert, továbbá az ligakupát is bezsebelte a Chelsea csapatával. A Ligakupa fináléjában Zouma kezdőként lépett pályára a Spurs ellen 2–0-ra megnyert mérkőzésen. A 2015-ös Community Shielden Zouma César Azpilicueta helyére állt be a 69. percben, volt egy gólszerzési lehetősége is, amivel nem tudott élni. A mérkőzést és a kupát az Arsenal csapata nyerte.
A Chelsea színeiben első bajnoki gólját 2015. szeptember 19-én az Arsenal ellen szerezte, a mérkőzést csapata nyerte 2–0-ra. Első Bajnokok Ligája-gólját 2015. november 24-én fejelte a Maccabi Tel-Aviv FC otthonában 4–0-ra megnyert mérkőzésen. A 2015–2016-os idényben abszolút alapembernek számított, hiszen februárig összesen 21 bajnoki mérkőzésen volt kezdő. 2016. február 7-én a 21 éves védő olyan súlyos sérülést szenvedett a Chelsea–Manchester United rangadón, hogy hét hónap kihagyásra kényszerült. 2016. november 8-án tért vissza egy U23-as mérkőzésen. Az első csapatban az FA-Kupában játszhatott újra, 2017. január 9-én a Peterborough United ellen, és kezdőként lépett pályára. Bajnoki mérkőzésen 2017. február 4-én szerepelt ismét, miután Antonio Conte becserélte őt a 88. percben Victor Moses helyére, az Arsenal elleni 3–1-es győzelem alkalmával.

## Sikerei, díjai
Chelsea
- Premier League: Győztes (2015, 2017)
- EFL Cup: 2015
- Community Shield: ezüstérmes (2015)
- UEFA Bajnokok Ligája: Győztes (2021)
- UEFA Szuperkupa: Győztes (2021)

Saint-Étienne
- Francia Ligakupa: győztes (2013)

West Ham United
- UEFA Konferencia Liga: győztes (2023)[25]

Válogatott
- U20-as világbajnokság: győztes (2013)